# پارک ملی کاتون-قراغای
پارک ملی کاتون-قراغای (به قزاقی: Katon-Karagay National Park) یک پارک ملی در قزاقستان است که در استان قزاقستان شرقی واقع شده‌است.